# Plinio (sèrie de televisió)
Plinio va ser una sèrie de televisió, emesa per TVE el 1972, basada en les novel·les de Francisco García Pavón. Va ser rodada en color, la qual cosa suposava una autèntica novetat en la televisió espanyola de l'època.

## Argument
Manuel González Rodrigo, àlies Plinio és un vell policia municipal de Tomelloso, un petit poble de l'Espanya rural. Setmana rere setmana, amb l'ajuda de Don Lotario s'enfronta a la resolució d'un crim o delicte que sempre acaba solucionant pels seus "pressentiments" i els seus profunds coneixements de la zona.

## Repartiment
- Antonio Casal (Plinio).
- Alfonso del Real (Don Lotario).
- María Isbert (La Rocío).
- Antonio Gamero (Cabo Maleza).
- José Franco.
- Manuel Alexandre.
- Francisco Vidal.
- Manuel Andrés.